# Liselotte
Liselotte  è un nome proprio di persona danese, svedese, tedesco e olandese femminile.

## Varianti
- Danese
  - Ipocoristici: Lotte[1]
- Olandese: Liselot[2]
  - Ipocoristici: Lotte[1]
- Svedese: Liselott[3]
  - Ipocoristici: Lotte[1], Lottie[1]
- Tedesco: Lieselotte[4]
  - Ipocoristici: Lotte[1], Lilo[1]

## Origine e diffusione
Si tratta di un nome composto, formato con la contrazione di Lise (un diminutivo scandinavo di Elisabetta, analogo all'italiano Lisa) e Charlotte (l'italiano Carlotta) oppure Lotte (un'abbreviazione di Charlotte).

## Onomastico
L'onomastico può essere festeggiato lo stesso giorno di Elisabetta e Carlotta, i nomi da cui deriva.

## Persone

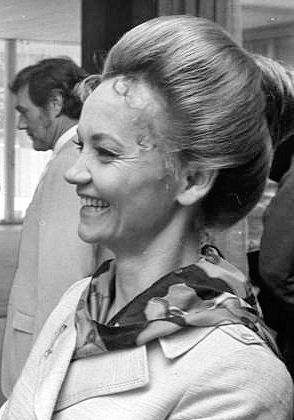
Liselotte Pulver

- Liselott Linsenhoff, cavallerizza tedesca
- Liselotte Pulver, attrice svizzera
- Liselotte von der Pfalz, nome popolare con cui era nota Elisabetta Carlotta del Palatinato